# SMS Don Juan d'Austria (1863)
«Дон Хуан де Аустрія» (нім. SMS Don Juan d'Austria) — броненосець типу «Кайзер Макс» ВМС Австро-Угорщини другої половини 19-го століття.

## Історія створення
Броненосець «Дон Хуан де Аустрія» був закладений у жовтні 1861 року на верфі «Stabilimento Tecnico Triestino» у Трієсті. Спущений на воду 26 липня 1862 року, вступив у стрій у 1863 році.
Свою назву отримав на честь іспанського полководця Хуана Австрійського.

## Історія служби
Під час Другої Шлезвізької війни 1864 року «Дон Хуан де Аустрія» вирушив в Північне море для війни з Данією у складі ескадри допоміжних суден під командуванням адмірала Бернарда фон Вюллресторфа.

### Битва біля Лісси
З початком австро-італійської війни 1866 року командувач австрійським флотом Вільгельм фон Тегетгофф мобілізував і повністю укомплектував свої кораблі. 27 червня він привів свій флот до Анкони, але командувач італійським флотом Карло Пелліон ді Персано відмовився вступати у бій.
16 липня Персано вирушив з Анкони до острова Лісса з метою захопити його. Італійські кораблі 3 дні обстрілювали острів, завдавши серйозних пошкоджень береговим батареям, але не змогли повністю подавити їх опір, а всі спроби десанту були відбиті.
20 липня Тегетгофф привів свій флот до Лісси. Він розташував свої броненосці клином, дерев'яні кораблі 2-ї і 3-ї дивізій йшли позаду. «Дон Хуан де Аустрія» розташовувався безпосередньо біля флагмана «Ерцгерцог Фердинанд Макс», але незабаром після початку бою його відтіснили та оточили італійські кораблі. Йому на допомогу підійшов «Кайзер Макс». Протягом півгодини «Дон Хуан де Аустрія» відбивав атаку італійського броненосця «Ре ді Портогалло», що намагався його протаранити.
Потім «Дон Хуан де Аустрія» обмінявся залпами з «Аффондаторе». Один італійський снаряд навиліт пробив «Дон Хуан де Аустрія» в районі неброньованого борту, не завдавши серйозної шкоди. Другий снаряд влучив у броню, але не пробив її. Ще один снаряд впав на шканці.

### Подальша служба
Після закінчення війни «Дон Хуан де Аустрія» разом з однотипними броненосцями пройшов ремонт та переозброєння. Але вже за 10 років після вступу у стрій дерев'яний корпус корабля почав гнити. Крім того, кораблі типу «Кайзер Макс» вже не вписувався в нову концепцію броненосців.
Внаслідок австро-угорського компромісу 1867 року дві частини дуалістичної монархії мали право вето на рішення одна одної. Незацікавленість Угорщини в морській експансії призвела до різкого скорочення бюджету флоту. Кошти для будівництва нових кораблів не виділялись. Тому було вирішено побудувати нові кораблі під виглядом «модернізації», кошти на яку виділялись з меншими труднощам.
У 1873-1876 роках броненосці типу «Кайзер Макс» були «модернізовані», а фактично збудовані заново.
Від попередніх кораблів залишились лише машини, частина броні та деяке обладнання.
Старий корпус «Дон Хуан де Аустрія» був розібраний у 1886 році.